# Breathe (chanson de Kylie Minogue)
Pour les articles homonymes, voir Breathe (homonymie).
Singles de Kylie Minogue
Did It Again
(1997) Spinning Around
(2000)
Clip vidéo
[vidéo] « Breathe », sur YouTube
Breathe est une chanson de l'actrice et chanteuse australienne Kylie Minogue extraite de son sixième album studio,  sorti en 1997–1998 et intitulé Impossible Princess (ou simplement Kylie Minogue en Europe, y compris le Royaume-Uni).
C'était le troisième et dernier (sans compter Cowboy Style qui sera publié uniquement en Australie) single tiré de cet album. Au Royaume-Uni, la chanson a été publiée en single dans la première moitié de mars 1998, a et l'album est sorti deux semaines plus tard.
Le single a débuté à la 14e place du hit-parade britannique (pour la semaine du 15 au 21 mars 1997).